# CGTN-Français
 (juin 2020).
CGTN-Français (anciennement CCTV-Français), sigle de China Global Television Network-Français), est une chaîne de télévision d'information internationale chinoise francophone, faisant partie de la Télévision centrale de Chine (CCTV) qui dépend du Parti communiste chinois.

## Histoire
CGTN fait partie du réseau de la Télévision centrale de Chine, qui dépend directement du Parti communiste chinois,.
À partir du 1er octobre 2007, CCTV-F est l'une des deux chaînes qui remplace CCTV-E&F. Les trois satellites qui diffusent cette chaîne arrosent les faisceaux américains, afro-européens et asiatiques.
En 2016, l'ancien nom CCTV est abandonné. La chaîne de télévision d'information internationale en continu francophone est rebaptisée CGTN.
Le 1er janvier 2022 à minuit, heure de Pékin (UTC+8), CGTN Français a été officiellement présentée. La chaîne porte l'accent sur les programmes d'actualités, d'affaires, et d'informations. La chaîne diffuse également des séries télévisées de Chine continentale avec audio en chinois mandarin, doublés et sous-titrés en français.[pas clair]

## Programmes
La chaîne internationale d'État de la Chine diffuse des journaux télévisés et des reportages sur la culture chinoise.

### Réseaux sociaux
Sur sa page Facebook, CGTN publie des photos d'animaux, des communiqués officiels du ministère des Affaires étrangères et met en avant les avancées de la Chine en matière d'économique, fondées sur le développement de l'intelligence artificielle. L'ingérence de pays occidentaux dans la politique du gouvernement chinois y est aussi dénoncée[C'est-à-dire ?].
En juillet 2020, le journal Le Monde relève que la page Facebook de CGTN Français est quatrième dans le classement par nombre de likes des pages francophones. Avec plus de vingt millions de likes, le média francophone chinois devance France 24 (9,8 millions) et Le Monde (4,6 millions). Le quotidien français remarque que le nombre de vues des vidéos publiées, de l'ordre du millier en moyenne, et des commentaires, démontre une audience réelle sans commune mesure avec l'audience que laisse supposer le nombre de likes. Selon Le Monde, cette différence dans les chiffres d'audience est une « probable manipulation », révélatrice d'un usage promotionnel de CGTN par l'État chinois,.

## Diffusion
CGTN-Français est retransmise dans le monde, notamment par satellite, et en direct sur leur site web officiel. Elle est également diffusée sur les chaînes du câble et liée aux offres ADSL en France. Cependant, son cœur de cible pourrait[réf. souhaitée] être l'Afrique francophone, pour CGTN-Français, en raison des relations internationales privilégiées existant entre l'Afrique et la Chine.
CGTN-Français est maintenant disponible sur ASTRA 19,2°, sur la fréquence 11 538 V en français.
Le 26 juin 2012, le Conseil de la radiodiffusion et des télécommunications canadiennes (CRTC) a autorisé la chaîne à être distribuée au Canada.